# Idaea argilata
Idaea argilata là một loài bướm đêm trong họ Geometridae.